# ヘブロン/アル＝ハリール旧市街
座標: 北緯31度31分31秒 東経35度06分30秒 / 北緯31.52528度 東経35.10833度
ヘブロン/アル＝ハリール旧市街 (ヘブロン/アル＝ハリールきゅうしがい、アラビア語: البلدة القديمة في الخليل、アル＝ハリールの旧市街、ヘブライ語: עיר העתיקה של חברון、ヘブロンの旧市街) は、パレスチナのヨルダン川西岸地区にあるアル＝ハリール（ヘブロン）の歴史的中心地である。考古学者たちは、古代のヘブロンは、最初は別の場所である、今日の旧市街から西に約200メートル離れたテル・ルメイダから始まったと考えており、もともとはカナン人の都市であったと考えられている。現在の旧市街は、ギリシャまたはローマ時代（紀元前3世紀から紀元前1世紀頃）に定住がなされ、アッバース朝（紀元750年頃開始）の時代にヘブロン地域全体の中心地となった。
2017年にパレスチナ国で3番目の世界遺産に登録された。この旧市街は、イスラエルの軍事占領下にあり、国際記念物遺跡会議 (ICOMOS) の調査員が候補地を訪れる許可が実効支配しているイスラエルから降りなかったため現地調査が出来ず、ICOMOSは通例の勧告を出さず保留した。ICOMOSの勧告保留は世界遺産条約史上初めてのことだった。しかし、緊急的登録推薦という例外的な方法で推薦及び世界遺産委員会会議での審議が行われ、最後は秘密投票によって文化遺産として登録が可決されると同時に危機遺産入りをした。
旧市街は、聖書の族長（父祖）と母祖の伝統的な埋葬地であり、アブラハムの宗教のユダヤ教徒、キリスト教徒、モスリムによって崇敬されている聖所および巡礼地である「族長たちの墓/イブラヒーム・モスク」を取り囲むように建設されている。また同市街は、ヘブロンのイスラエルとパレスチナの紛争においてセンシティブな場所である。

## ランドマーク

### 礼拝所
- 族長たちの墓/イブラヒーム・モスク、アル=ジャウリ・モスク（英語版） や、ウスマーン・イブン・アッファーン・モスク（アラビア語版） 、及びイブラヒーム・ホスピス（アラビア語版）を含む。
- シャイフ・アリ・アル・バッカ・モスク（英語版）
- カザジン・モスク (Qazzazin Mosque)
- アブラハム アヴィヌ・シナゴーク（英語版）
- 5か所のザーウィヤ（英語版）（イスラム教の修行場）

### 博物館
- 旧市街博物館（アラビア語版）

### 史跡
- 3か所のハマム（公衆浴場）
- 4か所のキャラバンサライ（隊商の為の宿泊施設）
- アイン・アル＝ハムラ噴水（マムルーク朝時代作）
- アル＝カラア要塞跡（十字軍時代の要塞）

## 地区と街区
19世紀末、旧市街は9つの街区（ハラ）に分かれていたと記録されている。
1. シャイフ・アリー・バッカ街区、Sheikh 'Aly Bakka quarter、アラビア語: حارة الشيخ علي البكا;
2. ザーウィヤ街区、Zawiya quarter (Haret ez Zawieh)、アラビア語: حارة باب الزاوية;
3. ガラス職人街区、Glassmakers quarter (Haret Kezazin)、アラビア語: حارة القزازين ( ヘブロン・ガラス（英語版）を参照);
4. イル・アカーバ街区、el Akkabeh、(上り坂の街区)、アラビア語: حارة العقّابة;
5. ハラム街区、Haram quarter、アラビア語: حارة الحرم;
6. ムヘイシン街区、Muheisin quarter (一家の名前);
7. コットン街区、Cotton quarter (Haret Kotton)、アラビア語: حارة قيطون;
8. 東部街区、The eastern quarter (Haret Mesherky)、アラビア語: حارة المشارقة;
9. 新街区、The new quarter、アラビア語: حارة الجديد;

旧市街の周縁部には、3つの小さなユダヤ人入植地、ベイト・ハダサ、ベイト・ロマーノ、アブラハム・アヴィヌがあり、これらは「ゆるやかに隣接したユダヤ人地区」または「ユダヤ人街区」を形成していると描写されている。 19世紀後半のユダヤ人地域はガラス職人街区にあった。

### ヘブロンの分割
1995年のオスロ合意とそれに続く1997年のヘブロン合意により、パレスチナの都市はパレスチナ自治政府の専属管轄下に置かれたが、ヘブロンは例外で2つの区域に分割され、H-1と呼ばれる区域はパレスチナ自治政府の管轄となり、ヘブロン旧市街を含むH2と呼ばれる区域は依然としてイスラエルの軍事支配下に置かれた。H-2には、約3万人のパレスチナ人住民と、旧ユダヤ人地区に移り住んできた約800人のユダヤ人入植者がおり、ユダヤ人住民を「保護」するため、イスラエル国防軍の1個旅団全体が配置されている。パレスチナ人は、住民であるか、住民を訪れる以外は、イスラエル国防軍の特別な許可なしには、入植者が住む地域に近づくことができない。ユダヤ人の入植は国際社会の広きに渡って違法であると考えられているが、イスラエル政府はこれに異議を唱えている

#### イスラエルによる人種/民族隔離

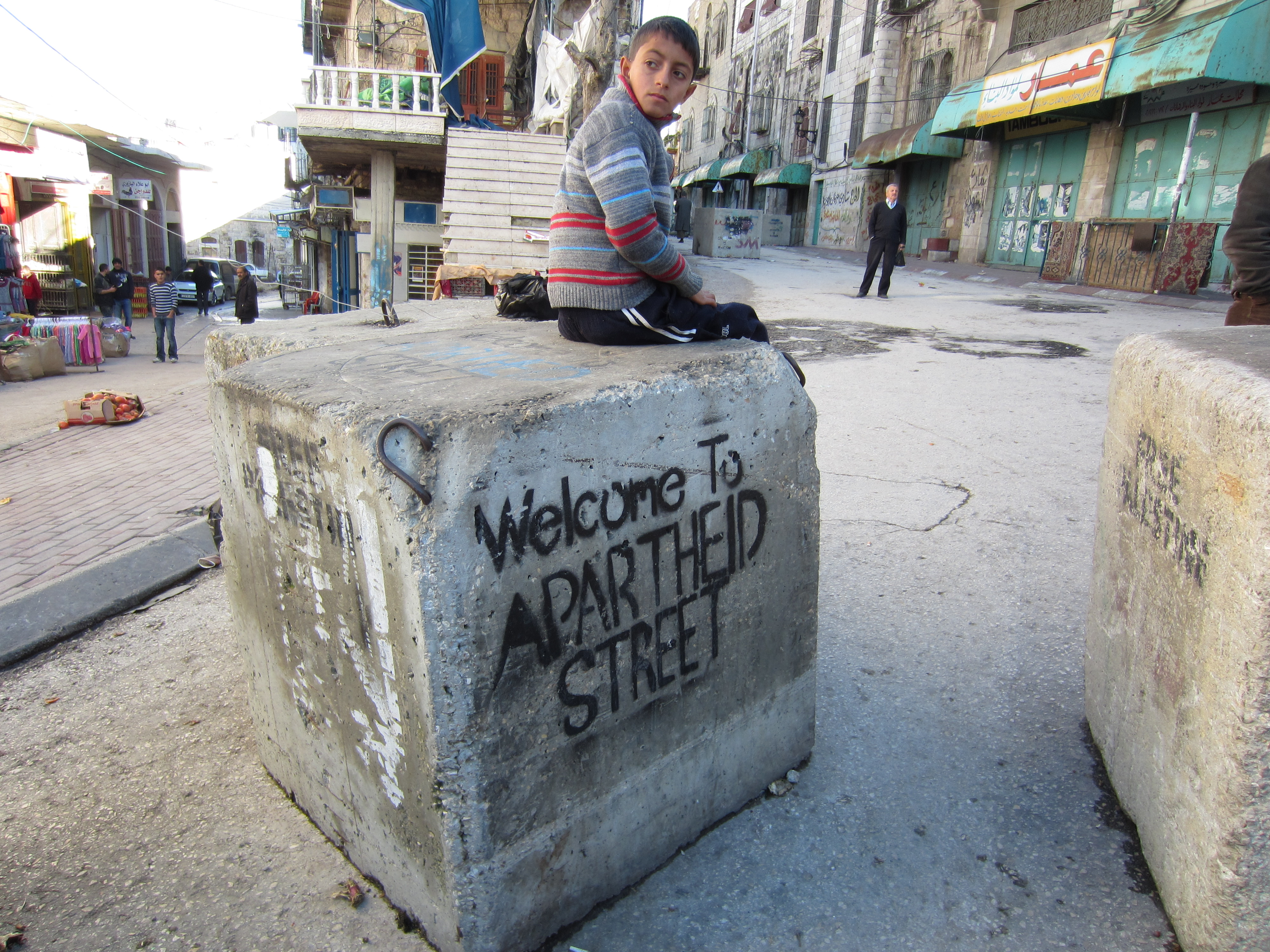
ヘブロン/アル＝ハリール旧市街のアッシュハダ通りにある非公式標識。パレスチナ人が立ち入ることができないため、「アパルトヘイト通り」という通称で呼ばれている。

旧市街が位置するH-2のパレスチナ人人口は、夜間外出禁止令の延長、移動への厳しい制限、入植地域付近のパレスチナ人の商業活動の閉鎖などといったイスラエルの治安対策の影響、及び入植者の嫌がらせにより、大幅に減少している。パレスチナ人は、主要な商業大通りであるアッシュハダ通りの使用を禁じられており、その結果、地元では「アパルトヘイト通り」と呼ばれている。

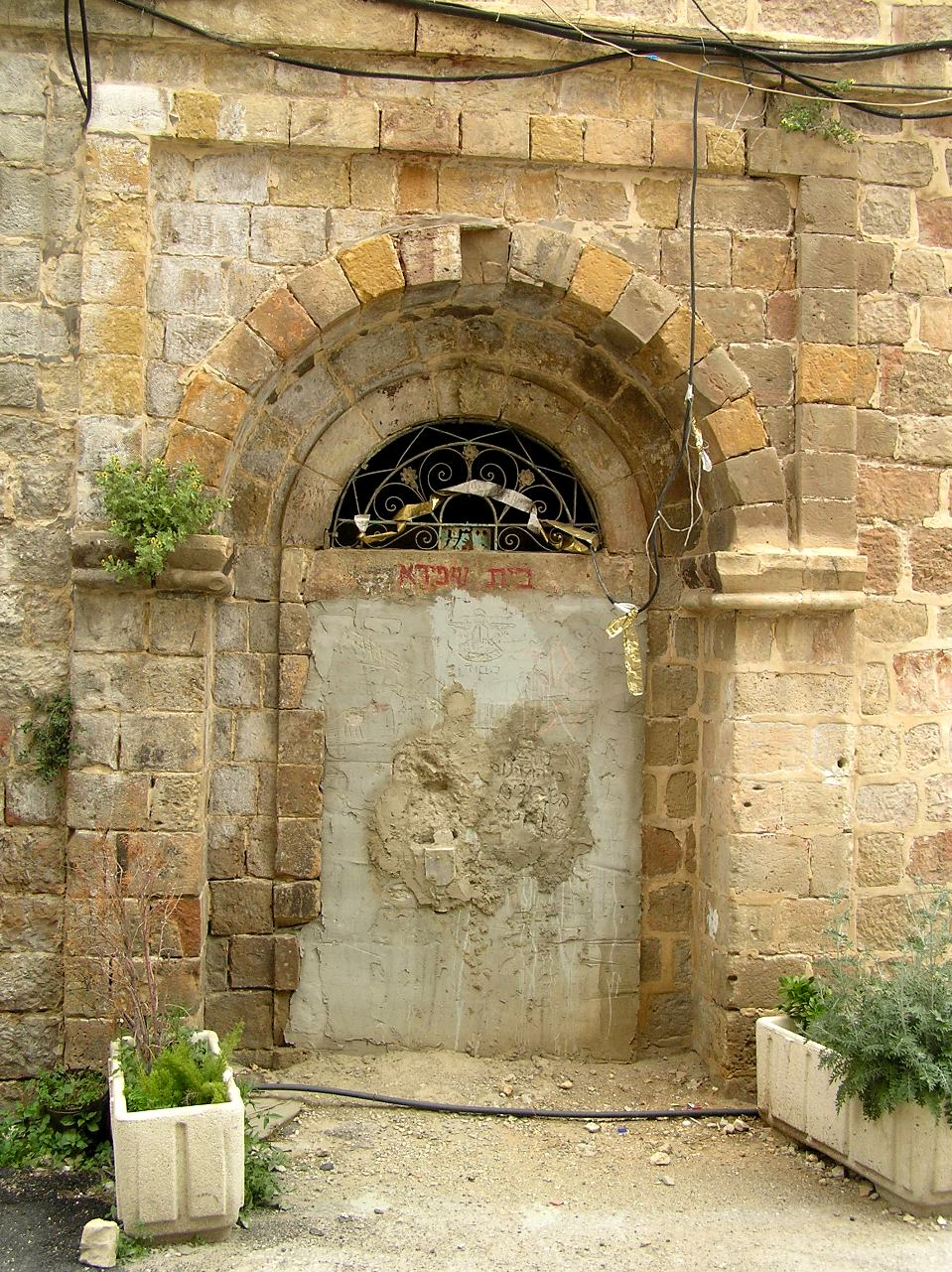
イスラエルによってセメントで塞がれた歴史的建造物の出入口。

パレスチナ人の通行が閉鎖された道沿いに、パレスチナ人住宅の出入り口や窓があった場合、それらはイスラエル軍によって塞がれ、住民の移動の自由などの人権が損なわれる事はもちろんのこと、歴史的景観の完全性と真正性が損なわれると文化財保全・保存の観点からも問題視された。

## 世界遺産

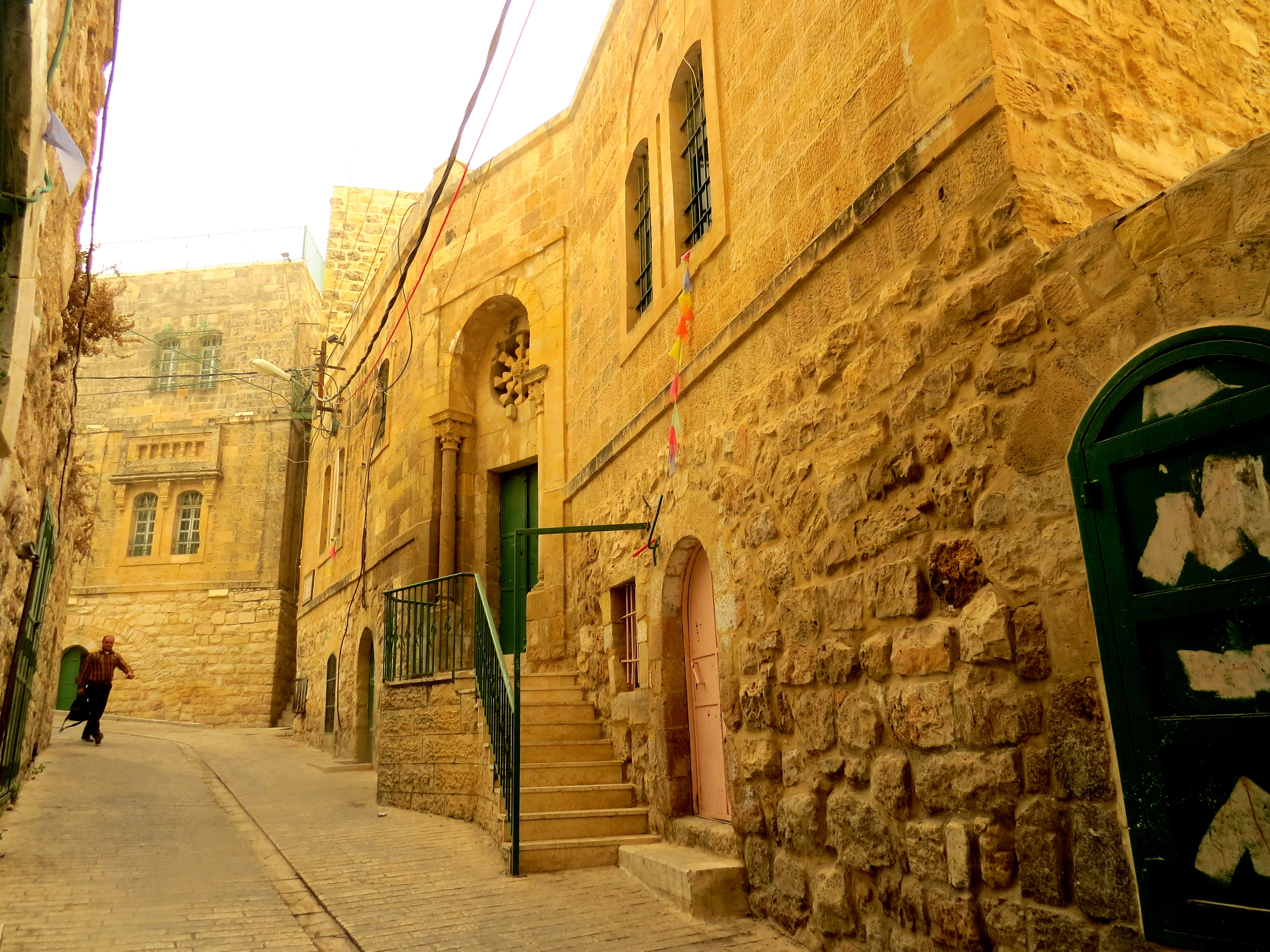
地元の石灰石を使用した建築群からなる街並み。

世界遺産登録の対象はマムルーク朝時代にヘブロン/アル＝ハリール旧市街を形作った地元石灰岩を使用した建築群と、旧市街の中心に位置するユダヤ教・キリスト教・イスラム教の始祖（族長）アブラハム/イブラヒームとその家族の墓を保護するために紀元1世紀に建てられた敷地内にある、イブラヒーム・モスク/族長たちの墓である。
普遍的な価値があり、他の既存世界遺産に見当たらない唯一無二の独自性は、イブラヒーム・モスク/族長たちの墓が、一神教（アブラハムの宗教）の3大宗教であるユダヤ教、キリスト教、イスラム教にとって宗教的・精神的に同等の重要性を誇り、かつそれらの信者たちがほぼ同一の理由で「一緒に」祈りを捧げることが可能であることだと世界遺産遺産委員会であげられた。

## ギャラリー

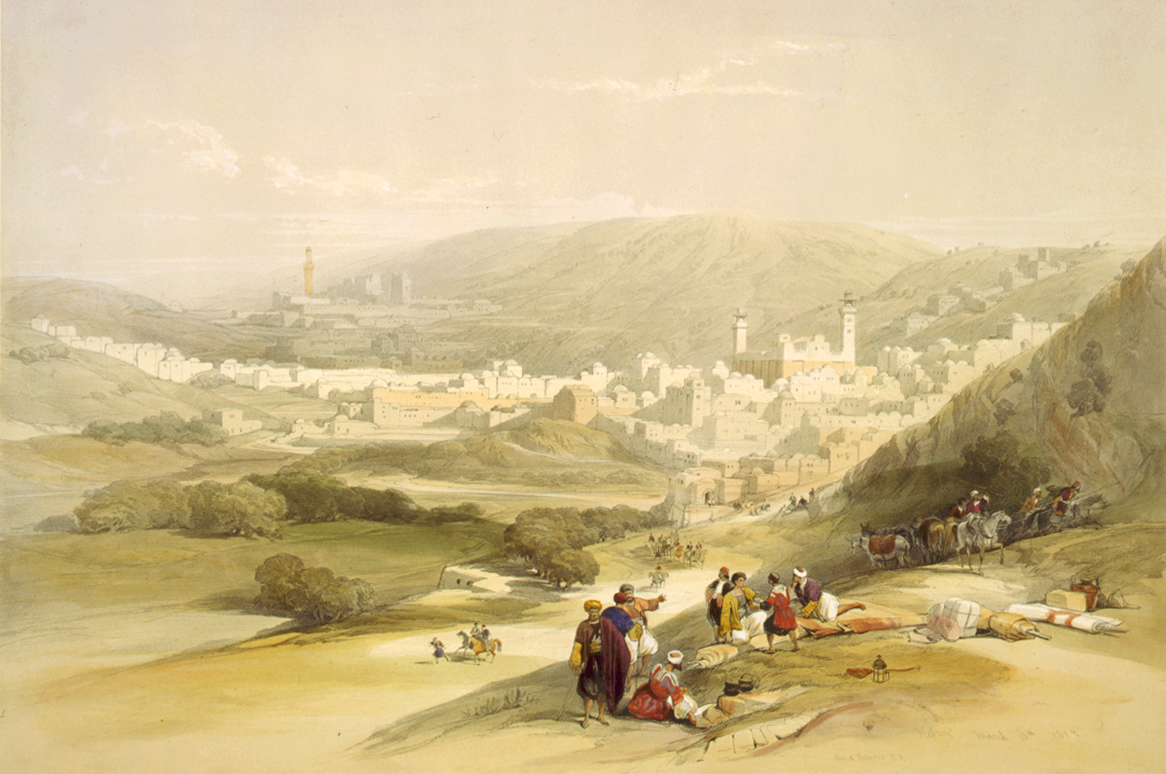
1839年の旅行記『聖地、シリア、エドム、アラビア、エジプト、およびヌビア（英語版） 』より。
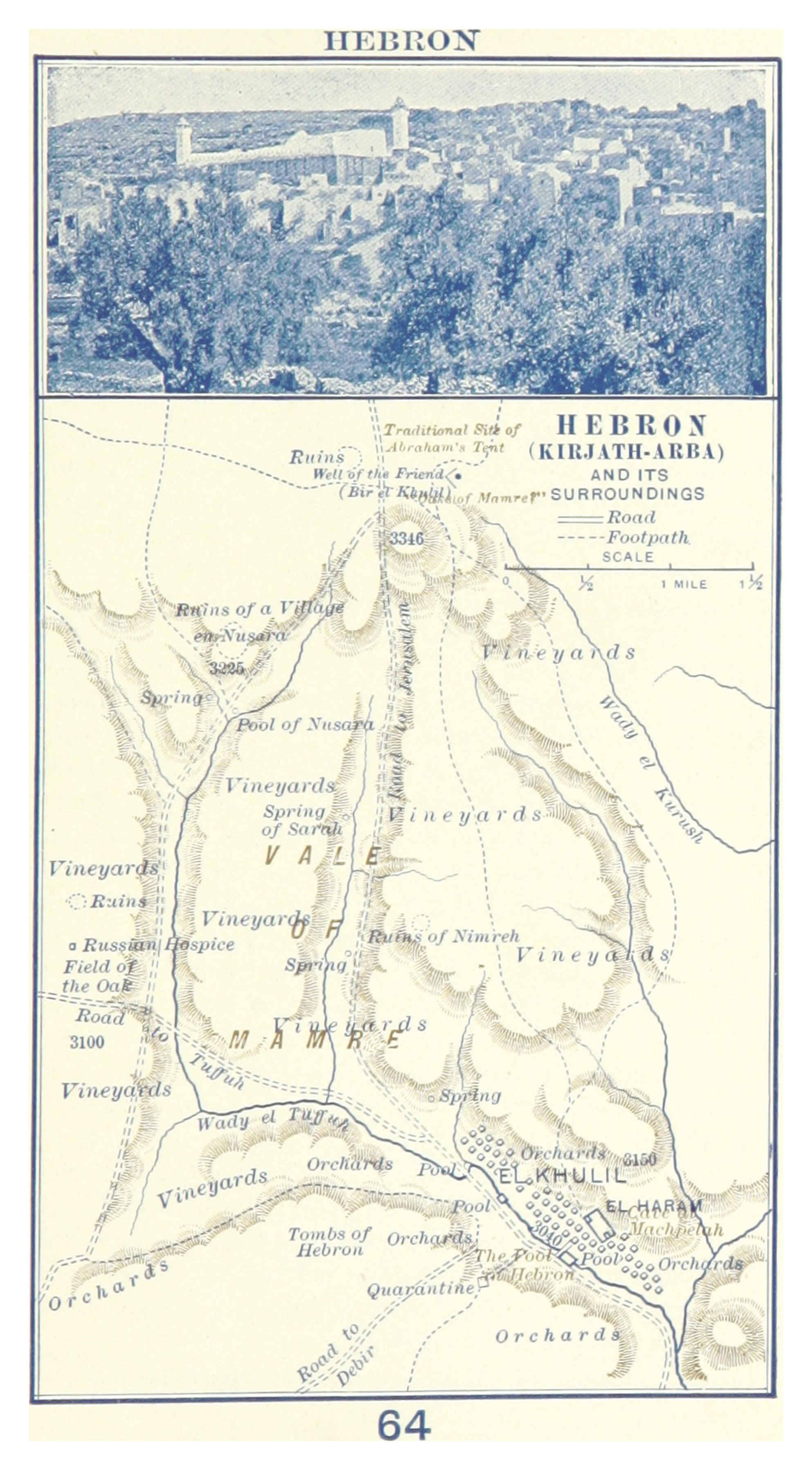
タウンセンド・マックンによる地図（1899年）
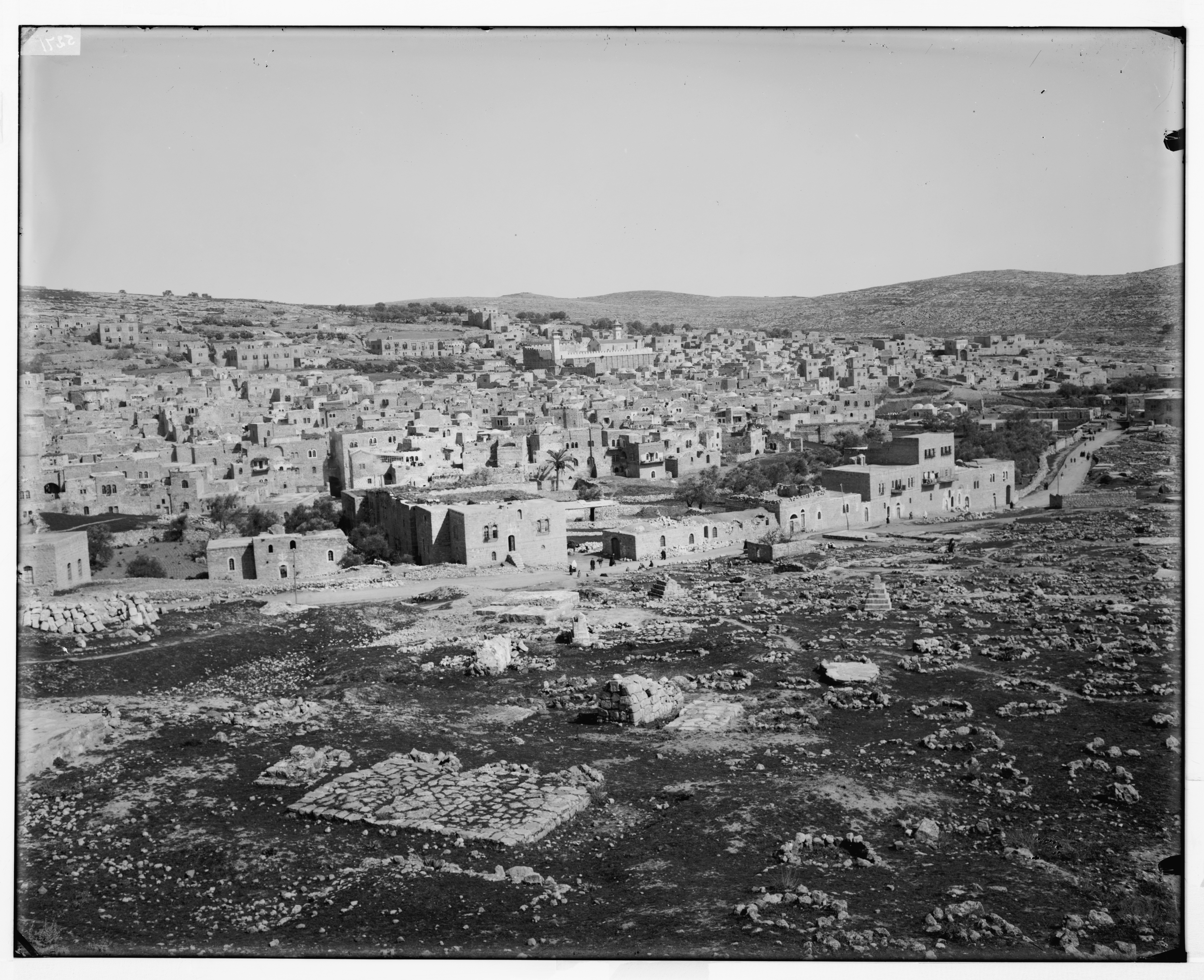
1910年頃
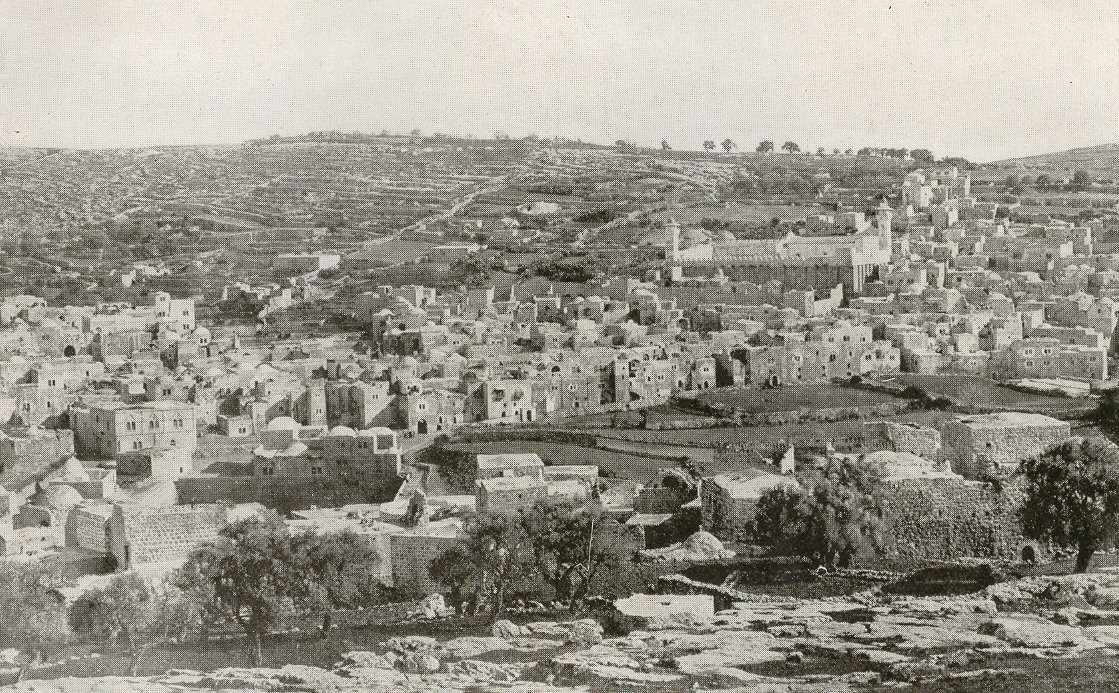
1910年の旧市街。
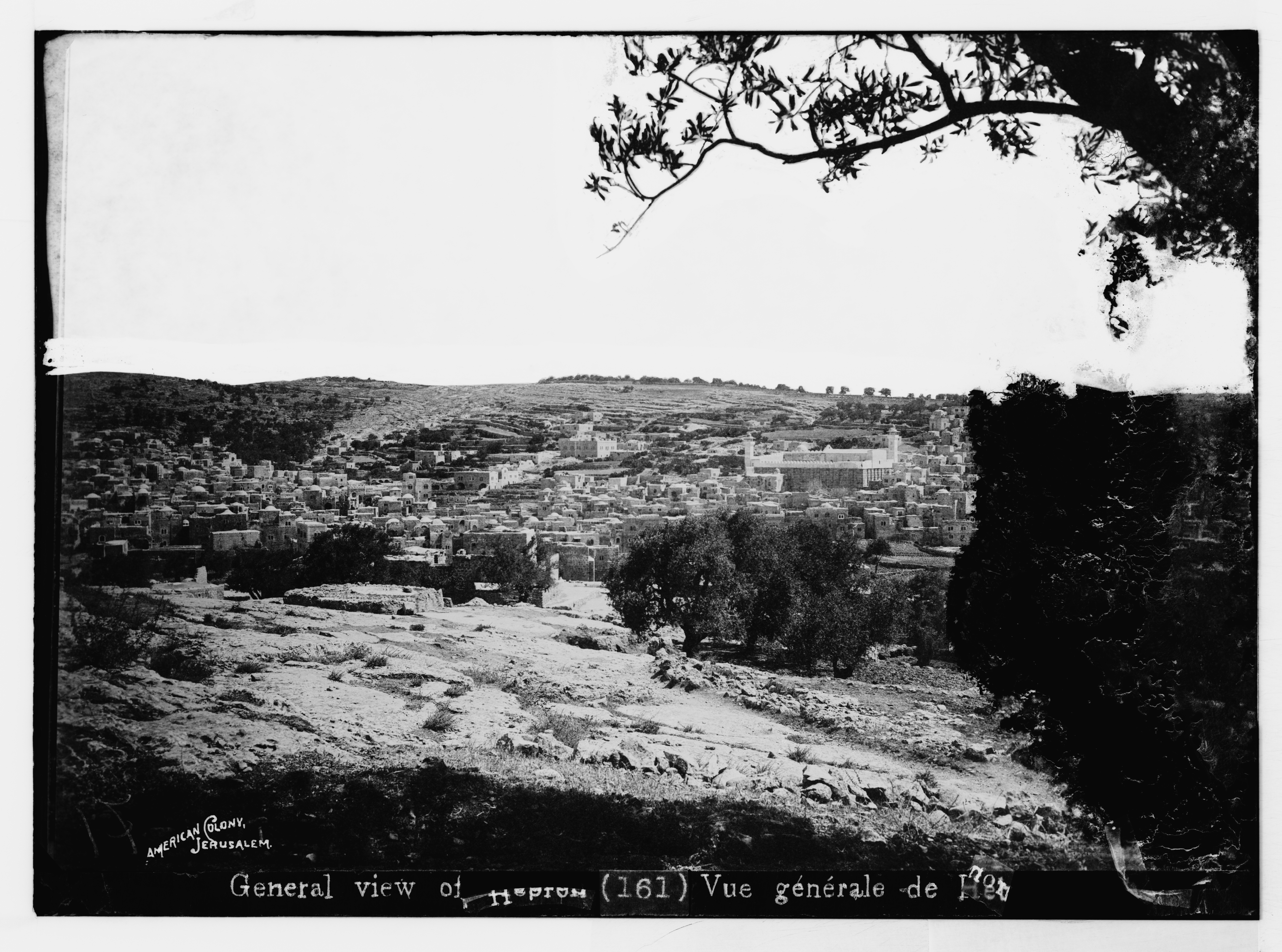
20世紀初期。
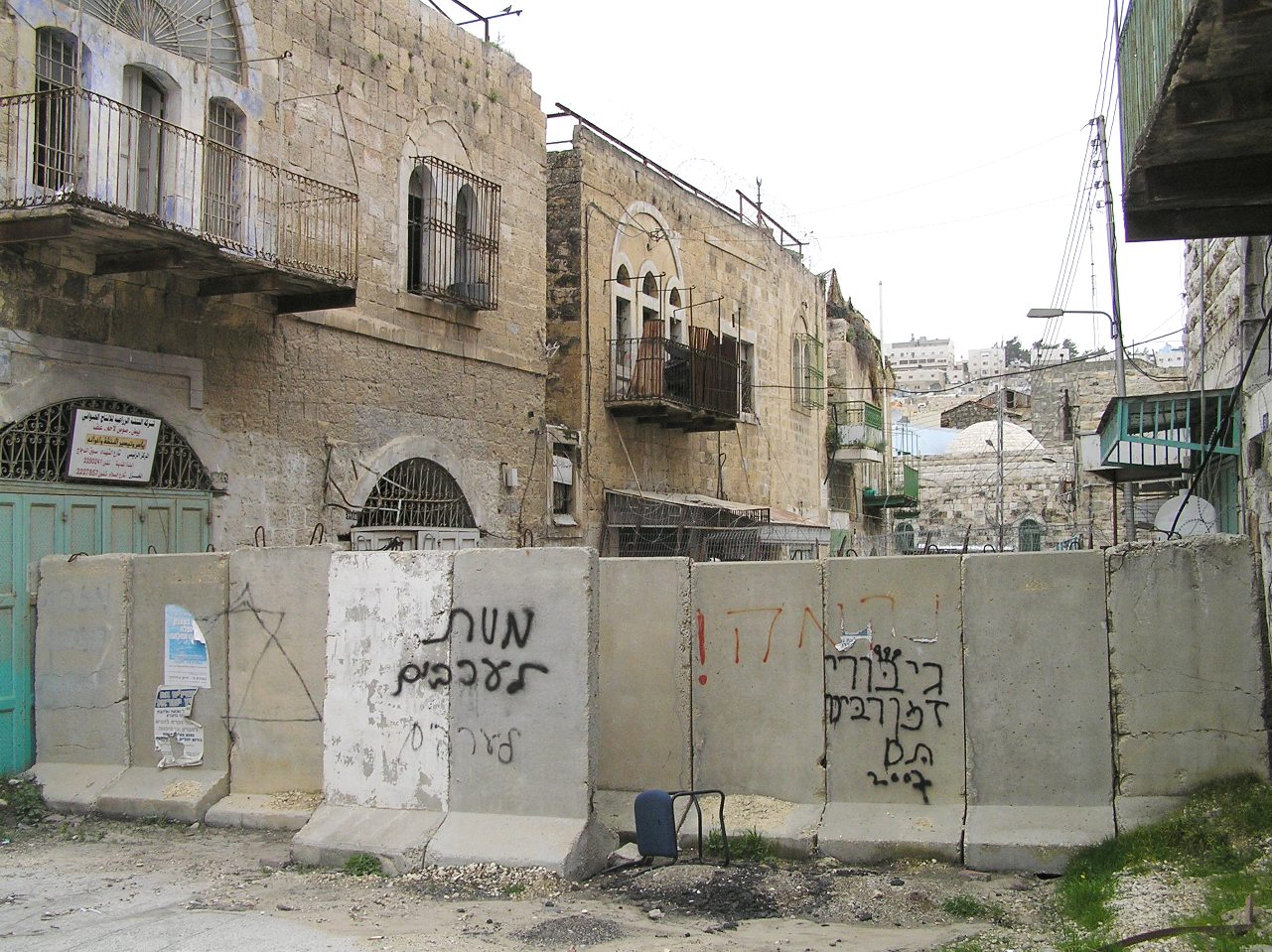
旧市街内を隔てる分離壁。
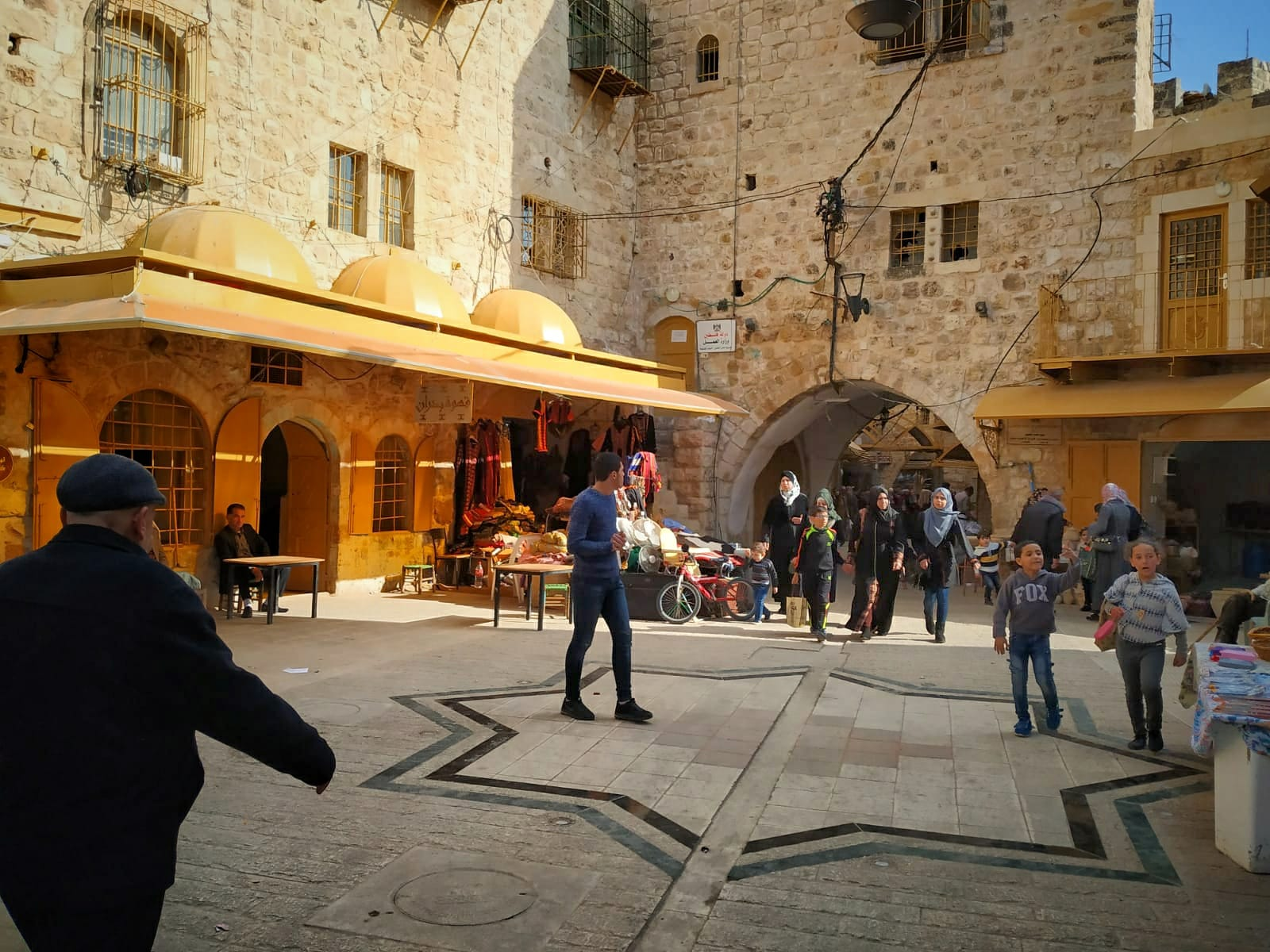
旧市街のスーク（市場）。同じビル内にイスラエル人入植者と、パレスチナ人が住んでいる多層階住宅には、行動が隔離出来るよう上層階に入り口が設けられている。
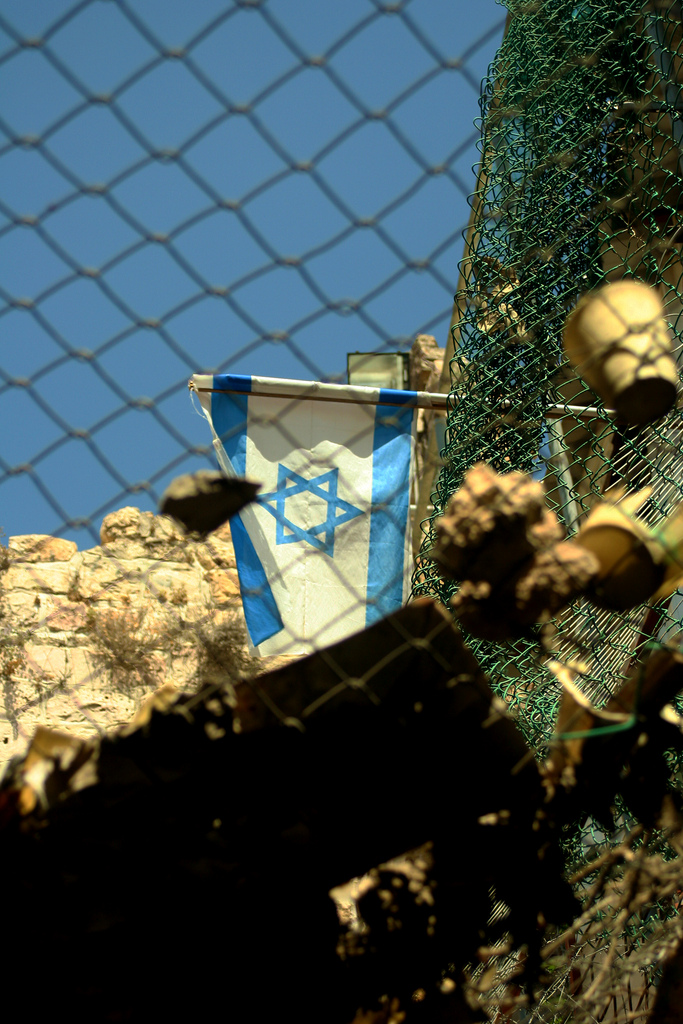
上層階に住むイスラエル人入植者が、下層階に住むパレスチナ人居住地に落とすゴミを防ぐために旧市街に設置されたネット[41]。アシッドが上層階から注がれる場所は金属の覆いも設置されている[24]。
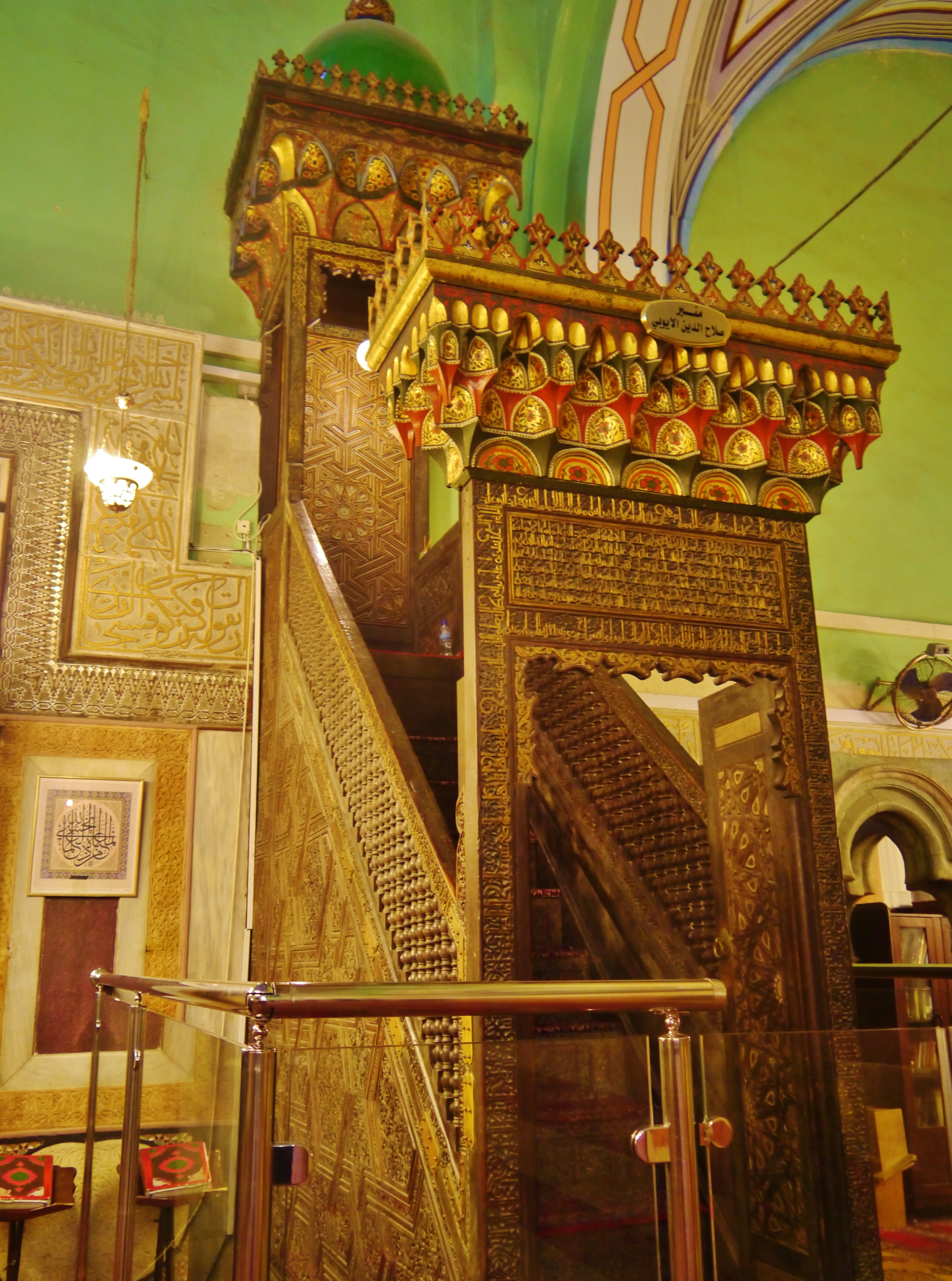
宗教的、精神的、歴史的、芸術的、木工技術的に非常に価値が高い、イブラヒーム・モスクにある11世紀制作のミンバル（説教壇）。